# Тврђава Могрен
42° 16′ 30″ С; 18° 49′ 37″ И / 42.275000° С; 18.826944° И
Тврђава Могрен је фортификациони објекат, некадашња касарна и војно упориште аустроугарске војске. Саграђена је 1860. године. Налази се на обронку брда Спас, у непосредној близини Будве, изнад чувене будванске плаже Могрен. Представља хомогену грађевину али је, услед рушења и неколико земљотреса, лоше очувана.
Брдо Спас, на коме се тврђава налази, третира се као Посебни природни предео и заштићено је као Споменик природе III категорије.

## Положај
Тврђава се налази на рту Могрен, на обронку брда Спас, између плажа Могрен и Јаз, на 110 м надморске висине. Удаљена је од Старог Града око 1 км на запад, а од центра Будве око 2 км. Са узвишења изнад плаже Могрен, на коме се налази, са тврђаве се пружа јединствен поглед на будванску ривијеру, острво Свети Никола, Пржно, Петровачку увалу, па све до увале Валданос код Улциња. Тврђава ужива статус културно-историјске целине.
До тврђаве се из Будве може доћи путем Будва-Тиват. На око 2 км од центра града, испред самог улаза у тунел, са леве стране се одваја макадамски пут који води право до тврђаве. Тврђави се може прићи и стазом уз брдо, са плаже Могрен II.

## Име
Аустроугари су ово утврђење називали Јаз, а име Могрен се одомаћило по рту на коме се налази и испод кога се налази једна од најпознатијих будванских плажа, плажа Могрен.

## Изглед
Тврђава Могрен изграђена је као фортификациони објекат и представља хомогену групу грађевина. У време када је саграђена била је моћна одбрамбена структура готово правоугаоног облика, са високим зидовима и кулама у угловима.
Тврђава је доста пропала и од ње су остали само делови објеката. Неки објекти су скоро сасвим срушени, а неки се још увек држе. У најбољем стању је заштитни зид са северне стране. Све до данас, зидови и бункери су једини преостали део тврђаве који је сачуван. Најуочљивији заштитни зидови, док је остатак скривен испод бујне вегетације. На зидинама се уочавају пушкарнице усмерене на Будвански залив, као и топовска места усмерена према Јадранском мору, која су се користила током Другог светског рата. Тешко је оштећена у земљотресу 1979. године и никад није обновљена.

## Историја
Тврђава Могрен је саграђена 1860. године и једном преуређена, 1882. године.. Подигли су је Аустроугари и представљала је јаку војну утврду, која је штитила прилаз Будви са западне стране. Основна функција јој је била да штити Будву од напада с мора и онемогући улаз непријатељским снагама у Будвански залив, између острва Свети Никола и рта Могрен. Ова тврђава је главни разлог за успех аустроугарске војске када је у питању освајање главних прилаза граду.
Тврђава је током година наставила да остварује своју сврху, као део ратне машинерије током Првог и Другог светског рата. Током Другог свјетског рата њени тунели коришћени су као складиште за муницију и оружје. Тада је и покренут процес уништења, што је касније погоршано земљотресом и пожарима.

## Обнова тврђаве
Године 2015. предложен је план за обнову тврђаве. Према овом пројекту, на подручју тврђаве Могрен планирана је изградња отворене сцене и гледалишта са 320 места, изложбена дворана, кафић и паркинг. Градска управа проценила је да би кориштење тврђаве у комерцијалне сврхе могло донети знатан приход. Обзиром на чињеницу да је била реч о покушају да се на 30 година изда у закуп култуно добро из 19. века, без навођења његове намене, планске документације и без поштовања проценитељске процедуре, већина одборника Скупштине општине Будва гласала је против овог пројекта, сматрајући да би комерцијализација негативно утицала на аутентични изглед и историјску вредност овог споменика културе.
Пут до тврђаве је лош, а околни простор зарастао у вегетацију, тако да је чак ни неки мештани никада нису посетили. Градске институције, у сарадњи са невладиним сектором, повремено спроводе акције чишћења тврђаве и њене околине. У плану је уређивање паркинга и асфалтирање макадамског пут до тврђаве, како би се тврђава уврстила у туристичку понуду Будве.